# جيمي جيبسون (لاعب كرة قدم)
جيمي جيبسون (بالإنجليزية: Jimmy Gibson)‏ (19 فبراير 1980 في المملكة المتحدة - ) هو لاعب كرة قدم بريطاني في مركز الوسط. لعب مع نادي بارتيك ثيسل ونادي رينجرز ونادي كلايد ونادي ستيرلينغشير الشرقية.

## وصلات خارجية
- جيمي جيبسون (لاعب كرة قدم) على موقع Soccerbase.com (لاعب) (الإنجليزية)